# Katharina Wackernagel

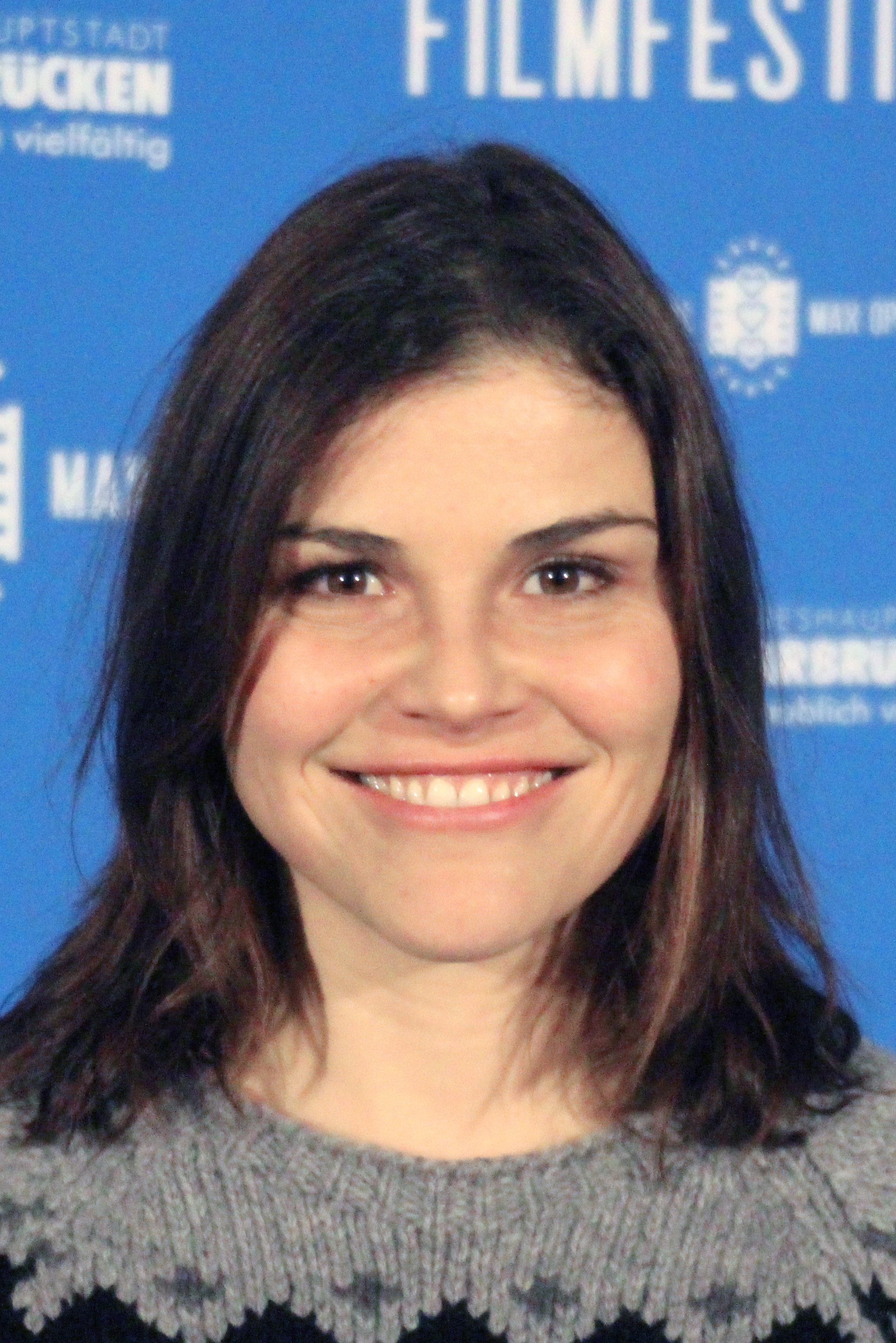
Katharina Wackernagel 2015 in Saarbrücken beim Filmfestival Max Ophüls Preis

Katharina Wackernagel (* 15. Oktober 1978 in Freiburg im Breisgau) ist eine deutsche Schauspielerin, Regisseurin, Hörspiel- und Hörbuchsprecherin. Ihren Durchbruch hatte sie 1997 mit der Hauptrolle in der Fernsehserie Tanja. Einem breiten Fernsehpublikum wurde sie durch ihre Rolle der Kommissarin Nina Petersen in der ZDF-Krimireihe Stralsund bekannt.

## Leben

### Familie und Privates
Ihre Mutter ist die Schauspielerin Sabine Wackernagel, ihr Vater der Regisseur und Schauspieler Valentin Jeker, ihre Großmutter die Schauspielerin Erika Wackernagel, ihr Halbbruder der Drehbuchautor und Regisseur Jonas Grosch, ihr Onkel der Autor, Schauspieler und ehemalige RAF-Terrorist Christof Wackernagel. Katharina Wackernagel verbrachte ihre Schulzeit von 1983 bis 1996 in Kassel. Bereits mit sieben Jahren gründete sie eine eigene Theatergruppe. 1998 nach Berlin gezogen, lebte sie zunächst neun Jahre lang zusammen mit ihrem Halbbruder in einer Wohngemeinschaft und wohnt nun in Berlin-Prenzlauer Berg.

### Film und Fernsehen
1995 gab Wackernagel ihr Filmdebüt, zusammen mit ihrem Mitschüler Malte Meyer, in dem Kurzfilm Allerseelen. 1997 erhielt sie die Hauptrolle in der Fernsehserie Tanja unter der Regie von Berengar Pfahl, für die sie 1998 mit dem Goldenen Löwen in der Kategorie ‚Beste Schauspielerin in einer Serie‘ ausgezeichnet wurde. Seit der ersten Folge 2002 spielte sie bis 2008 in der Fernsehserie Bloch die Rolle der Tochter des Psychotherapeuten Dr. Maximilian Bloch.
Erstmals größere Aufmerksamkeit in einem Kinofilm erhielt Wackernagel 2003 in Sönke Wortmanns Film Das Wunder von Bern, den 3,6 Millionen Zuschauer sahen. Hier spielte sie Anette Ackermann, die Frau eines Sportreporters. Im selben Jahr verkörperte sie im Fernsehfilm Das Wunder von Lengede die junge Krankenschwester Anneliese Stegmeier, deren Freund zu den im Stollen verschütteten Bergleuten gehörte.
2005 sah man sie als Leni, die beste Freundin der Protagonistin Louise in dem Fernsehfilm Die Luftbrücke – Nur der Himmel war frei an der Seite von Henning Baum, Ulrich Noethen und Heino Ferch. Im selben Jahr erhielt sie ihre erste Hauptrolle im Kinofilm Die Boxerin. Für ihre Darstellung der Boxerin Johanna alias ‚Joe‘ wurde sie für den Grimme-Preis 2008 nominiert.
Der Fernsehfilm Contergan – eine einzige Tablette, in dem sie die Mutter eines schwer Contergan-geschädigten Mädchens darstellte, wurde für den Grimme-Preis 2008 nominiert. Sie wurde für die Goldene Kamera 2008 als beste deutsche Schauspielerin nominiert, errang den FIPA D’or 2008, die Goldene Nymphe des 48. Monte Carlo Television Festival und erhielt den Bayerischen Fernsehpreis 2008 als beste Darstellerin in der Kategorie ‚Fernsehfilm‘ sowie 2007 zusammen mit Benjamin Sadler und Denise Marko den Bambi-Sonderpreis der Jury.
Seit Beginn der Produktion im Jahr 2008 bis 2022 spielte Wackernagel die Kriminalkommissarin Nina Petersen in der ZDF-Krimiserie Stralsund.
2009 spielte Katharina Wackernagel in dem von RTL produzierten Katastrophenfilm Vulkan eine der Hauptrollen. Sie verkörperte die junge Dorfbewohnerin Andrea Matting, die mit ihrem Freund, dem jungen Feuerwehrmann Michael Gernau, ihr altes Leben in dem fiktiven Eifeldorf Lorchheim hinter sich lassen und einen Neuanfang in Frankfurt am Main starten möchte. Diese Pläne werden jedoch durch den Vulkanausbruch in Lorchheim durchkreuzt.
Für den Soundtrack des Films Résiste – Aufstand der Praktikanten nahm sie 2009 zusammen mit der Ska-Band The Busters den Titel Résiste auf. Daneben entstanden aus der Zusammenarbeit drei weitere Lieder, die auf dem Album Waking The Dead veröffentlicht wurden. 2011 und 2012 beteiligte sie sich als Co-Produzentin an den Filmen Die letzte Lüge und A Silent Rockumentary ihres Halbbruders Jonas Grosch. 2014 produzierten sie gemeinsam die Kinokomödie Bestefreunde, in der sie auch die Hauptrolle übernahm.
Wackernagel war im November 2018 Interviewgast bei Nicole Köster in SWR1 Leute und bei Doris Maull in SWR2 Zeitgenossen.
2021 übernahm Wackernagel die Hauptrolle der Kommissarin Marie Gabler in der Neuauflage der humoristischen Krimiserie Mord mit Aussicht, die seit April 2024 mit sieben weiteren Folgen ausgestrahlt wird.
2024 nahm sie mit den Busters unter dem Titel Wehrt euch! eine neue Version von Hejo, spann den Wagen an auf.

## Filmografie (Auswahl)

### Kino
- 1999: Plätze in Städten
- 2001: Venus Talking
- 2003: Das Wunder von Bern
- 2005: Die Boxerin
- 2007: GG 19 – Deutschland in 19 Artikeln
- 2008: Der Baader Meinhof Komplex
- 2008: Polska Love Serenade
- 2008: Die Schimmelreiter
- 2009: Résiste – Aufstand der Praktikanten
- 2011: Die letzte Lüge
- 2014: Bestefreunde
- 2018: Wenn Fliegen träumen
- 2019: Axel der Held

### Fernsehen
- 1997–1998: Hinter Gittern – Der Frauenknast (Fernsehserie, 6 Folgen)
- 1997–2000: Tanja (Fernsehserie, 39 Folgen)
- 1998: SK-Babies (Fernsehserie, Folge Kindermafia)
- 1999: Schrei – denn ich werde dich töten! (School’s Out I)
- 2000: Für alle Fälle Stefanie (Fernsehserie, Folge Kindermafia)
- 2000: Hat er Arbeit?
- 2001: Das Mädcheninternat – Deine Schreie wird niemand hören (School’s Out II)
- 2001: Ein Fall für zwei (Fernsehserie, Folge Code Mira)
- 2001: SOKO 5113/SOKO München (Fernsehserie, Folge Ein mörderischer Fall)
- 2002: Am Ende die Wahrheit
- 2002–2008: Bloch (Fernsehreihe, 12 Folgen) → siehe Besetzung
- 2003: Das Wunder von Lengede
- 2003: Mädchen Nr. 1
- 2004: Dornröschens leiser Tod
- 2004: Unser Pappa – Herzenswünsche
- 2005: Die letzte Schlacht
- 2005: Die Luftbrücke – Nur der Himmel war frei
- 2005: Bettgeflüster & Babyglück
- 2006: Fünf-Sterne-Kerle inklusive
- 2006: Kommissar Stolberg (Fernsehserie, Folge Flüchtige Begegnung)
- 2006: Freundinnen fürs Leben
- 2007: Contergan
- 2007: Mein Mörder kommt zurück
- 2007: Polizeiruf 110: Tod eines Fahnders (Fernsehreihe)
- 2008: Wilsberg: Interne Affären (Fernsehreihe)
- 2009: Vulkan
- 2009: Tatort: Borowski und die heile Welt (Fernsehreihe)
- 2009: Donna Leon – Wie durch ein dunkles Glas (Fernsehreihe)
- 2009–2022: Stralsund (Fernsehreihe, 20 Folgen) → siehe Hauptdarsteller
- 2010: Gier (Fernsehzweiteiler)
- 2010: Ken Folletts Eisfieber
- 2010: Liebe deinen Feind
- 2010: Der Meisterdieb
- 2010: Racheengel – Ein eiskalter Plan
- 2011: Vater Mutter Mörder
- 2012: Die Schuld der Erben
- 2012: Tatort: Keine Polizei
- 2012: Bella Block: Der Fahrgast und das Mädchen (Fernsehreihe)
- 2012: Die Mongolettes – Wir wollen rocken
- 2012: Herbstkind
- 2012: Flemming (Fernsehserie, Folge Der Mord des Jahrhunderts)
- 2013: Das Adlon. Eine Familiensaga (Fernsehdreiteiler)
- 2013: Jedes Jahr im Juni
- 2014: Immer wieder anders
- 2014: Mord am Höllengrund
- 2014: Bloß kein Stress!
- 2016: Der Urbino-Krimi: Die Tote im Palazzo (Fernsehreihe)
- 2016: Der Urbino-Krimi: Mord im Olivenhain
- 2016: Tödliche Gefühle
- 2017: Ein starkes Team: Vergiftet (Fernsehreihe)
- 2017: Lobbyistin (Fernsehserie, 6 Folgen)
- 2017: Landgericht – Geschichte einer Familie
- 2017: Friesland: Irrfeuer (Fernsehreihe)
- 2017: Chaos-Queens: Für jede Lösung ein Problem
- 2017: Die Pfefferkörner und der Fluch des Schwarzen Königs
- 2018: Aenne Burda – Die Wirtschaftswunderfrau
- 2020: Meister des Todes 2
- 2020: Pan Tau (Fernsehserie, 2 Folgen)
- 2020: Zerrissen – Zwischen zwei Müttern
- 2022–2024: Mord mit Aussicht (Fernsehserie, 13 Folgen)
- 2023: Einsame Herzen (Sketch-Comedy)
- 2023: Legend of Wacken (Fernsehserie, 6 Folgen)
- 2023: Last Exit Schinkenstraße (Streaming-Serie, 6 Folgen)
- 2023: Erzgebirgskrimi – Familienband (Fernsehreihe)
- 2023: Laufen

### Regie
- 1998: Think positive (Kurzfilm)
- 2018: Wenn Fliegen träumen

## Theater
- 2013: Wir lieben und wissen nichts. Hamburger Kammerspiele

## Hörspiele und Hörbücher
- 2008: Jodi Picoult: 19 Minuten (Gelesene Charakter-Perspektive: Alex Cormier), der Hörverlag, ISBN 978-3-86717-252-3 (Hörbuch)
- 2013: Anna Gavalda: Ein geschenkter Tag. Der Hörverlag & BookBeat, ISBN 978-3-86717-954-6 (Hörbuch)
- 2015: Miranda Beverly-Whittemore: Bittersweet. Der Hörverlag, ISBN 978-3-8445-1820-7 (Hörbuch)
- 2017: Die jungen Detektive – und der verfluchte Nachtwächter
- 2022: Edgar Linscheid und Stuart Kummer: GRЁUL – Die Legende erwacht (WDR)[15]
- 2024: Edgar Linscheid und Stuart Kummer: GRЁUL 2 – Die Legende lebt (WDR)[16] (Hörspiel)
- 2024: Isabel Bogdan: Wohnverwandtschaften, Argon Verlag & Audible, ISBN 978-3-8398-2138-1

## Auszeichnungen und Nominierungen
- 1998: Fernsehpreis Goldener Löwe: Beste Serienschauspielerin für Tanja
- 2007: Bambi: Sonderpreis der Jury für Contergan (Benjamin Sadler, Katharina Wackernagel, Denise Marko)
- 2008: FIPA d’Or: Beste Hauptdarstellerin in der Sektion Fernsehserie/Mehrteiler Contergan; 21. Festival International de Programmes Audiovisuels, Biarritz
- 2008: Goldene Kamera: Nominierung als Beste Schauspielerin für Contergan und Mein Mörder kommt zurück
- 2008: Bayerischer Fernsehpreis: Beste Schauspielerin in der Kategorie „Fernsehfilm“ für Contergan und Mein Mörder kommt zurück
- 2008: Festival de Télévision de Monte-Carlo: Goldene Nymphe für schauspielerische Leistung in Contergan
- 2008: Deutscher Fernsehpreis: Nominierung als Beste Schauspielerin für Contergan und Mein Mörder kommt zurück
- 2008: Hessischer Fernsehpreis: Beste Darstellerin für Mein Mörder kommt zurück
- 2018: Askania Award: Beste Schauspielerin